# Mont Beuvray
Mont Beuvray is met 821 meter hoogte een van de hoogste bergen van de Morvan, in Bourgogne-Franche-Comté, Frankrijk. De berg bevindt zich in de gemeenten Saint-Léger-sous-Beuvray (Saône-et-Loire), Glux-en-Glenne en Larochemillay (Nièvre), bij Autun.
Op de top van deze berg bevond zich Bibracte, een Gallische vestingstad (oppidum). De heuvel die nu grotendeels bebost is, was toen volledig kaal. Op de flanken van de berg in Saint-Léger-sous-Beuvray is sinds 1995 een Museum van Bibracte over de Keltische beschaving gevestigd. 
Op de berg is er een stenen monument ter ere van Jacques-Gabriel Bulliot (1817-1902), een archeoloog uit Autun die meewerkte aan de 19e-eeuwse opgravingen in Bibracte. De plek kreeg het keurmerk Grand Site de France.